# Maksa Samsa
Maksa Samsa, slovenska učiteljica in pesnica, * 12. oktober 1904, Dolnji Zemon, † 18. marec 1971, Dolnji Zemon.
Po njej so poimenovali Knjižnico Makse Samsa.

## Življenje
Maksa Samsa se je rodila kot peta izmed desetih otrok. Odraščala je na veliki kmetiji na Dolnjem Zemonu, ki je upravljala tudi mlin in žago ob Veliki vodi. Osemrazredno osnovno šolo je obiskovala v bližnjem Trnovem, v Ljubljani je dovršila dva letnika učiteljišča, tretji in četrti letnik pa v Tolminu, kjer je leta 1923 diplomirala. Kot učiteljica je službovala v Harijah pri Ilirski Bistrici (1923- 1926), na Jezerskem nad Kranjem (1926-1928), v Rovtah nad Logatcem (1928-1930).
Zaradi bolehnosti je pustila službo in se vrnila v svoj rojstni kraj. Vsakodnevno jo je pot vodila med prijatelje v Ilirsko Bistrico, pri čemer je bredla strugo Vel'ke vode kot domačini imenujejo reko Reko. 18. marca 1971 je vedno premišljujoča pesnica omahnila sredi nizke struge. Pesnica je bila ta dan zamišljena. Mogoče se je spomnila, da je na ta dan nekoč praznoval svoj rojstni dan njen mladostni prijatelj Srečko Kosovel, v katerega je bila zaljubljena.

## Ustvarjanje
Njena pesmi so objavljale mnoge revije in časopisi: Ženski svet, Novi rod, Mladika, Zvonček, Naš glas, Ljubljanski zvon, Gruda, Odmevi slovanskega sveta, Jutro in drugi.
Leta 1934 je izšla v Trstu njena samostojna zbirka Nekaj pesmi. Naslednja zbirka njenih pesmi, Bleščeče prevare, je izšla leta 1964 v Ilirski Bistrici, druga dopolnjena izdaja pa leta 1983.
France Bevk je o njej zapisal: »V blestečih pesniških podobah je iskala izpolnitve svojih želja in sanj. Prevare, ki jih je doživela v svojih hrepenenjih, so vdihnile njenim verzom tiho otožje in odpoved, jih hkrati prepletle z življenjsko modrostjo in človeško dobroto.«

## Dela
- Nekaj pesmi (1934)
- Bleščeče prevare (1964)